# Vasar

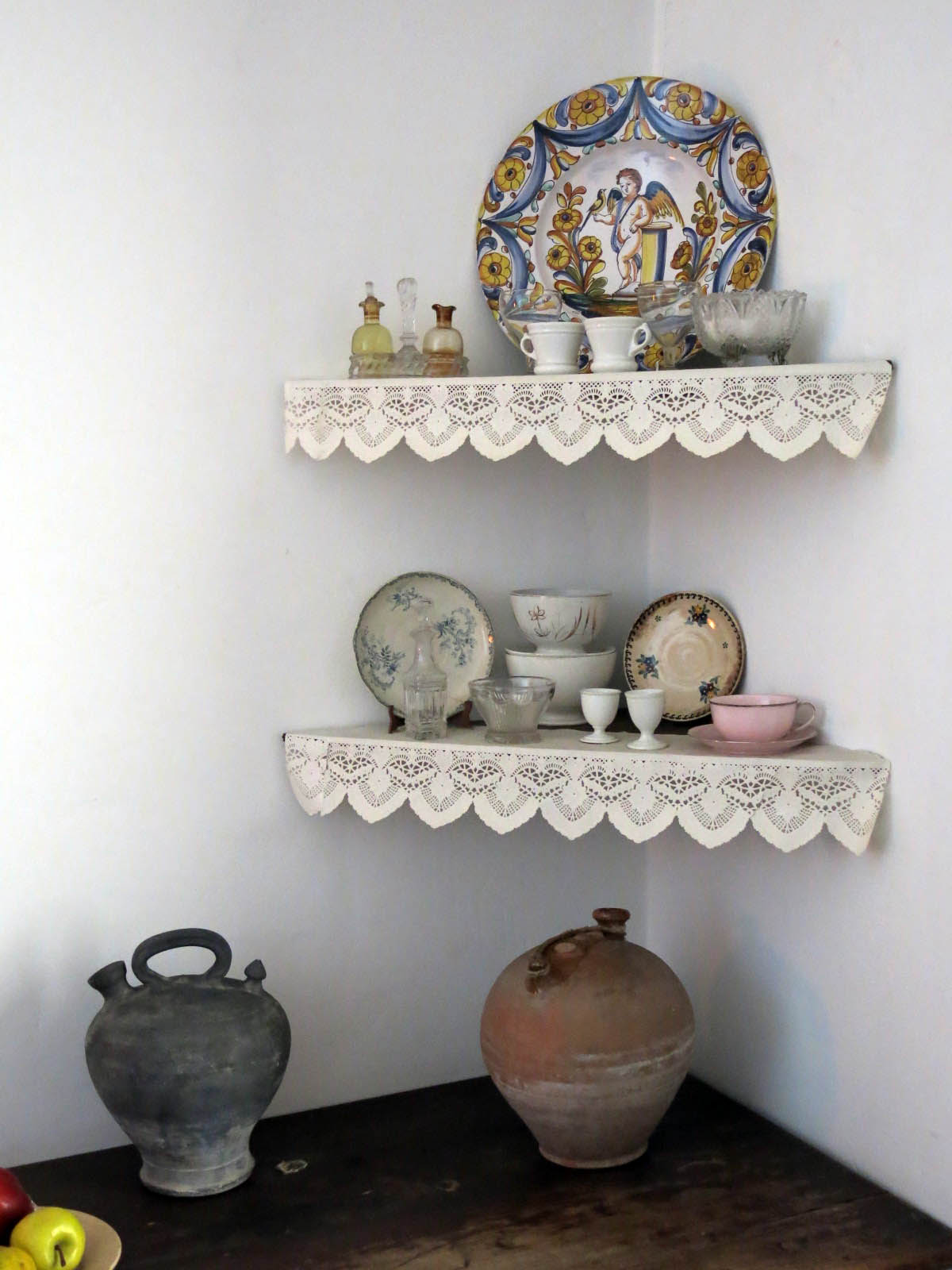
Original vasar esquinero en la cocina de la Casa Prat de la Riba, en Castelltersol (Barcelona).

Vasar , vajillero o bifé denomina tanto al espacio como al elemento arquitectónico o mueble, que en las cocinas y despensas, sirve para poner la vajilla. Suelen estar fabricados en obra formando repisas, poyos o estantes de ladrillo, adobe o yeso; o bien —como rústicas alacenas, cuando la anchura de los muros lo permite— abriendo huecos en las paredes de las cocinas, despensas o comedores. También hay modelos de carpintería, formando estantes con baldas blanqueadas, a menudo adornadas con una tela cortada a su tamaño que remataba con un volante o cenefa, a veces hecho a ganchillo.

## Etimología
La palabra procede del latín «vasarium-ii», a su vez de las palabras vās (“contenedor”) + -ārium (“sufijo que denota pertenencia”).

## Modelos etnográficos
El desarrollo de la industria del mueble, a partir de sectores artesanos ancestrales a lo largo del siglo XIX, y su explotación industrial en el siglo XX, revolucionaron tanto el moblaje y enseres de hogares y viviendas como la distribución de espacios de las casas.
Antes, las cocinas, en especial en el medio rural, carecían de otro mobiliario que el más elemental necesario, una mesa, unas sillas y baúles en proporción a la riqueza de la casa; el resto (además del fuego bajo, el anafre o los fogones de placa de hierro) lo componían diferentes tipos de vasares y alacenas que albergaban la vajilla, la cacharrería, los alimentos que no se guardaban en las despensas —si las había— y demás utensilios para cocinar y comer. En las postrimerías del Siglo de Oro Español, "vasar" podía llegar a ser sinónimo de patrimonio mueble de un individuo; con ese sentido lo utiliza Diego de Torres Villarroel en la narración biográfica titulada Vida, ascendencia, nacimiento, crianza y aventuras del doctor Diego de Torres Villarroel (1743), cuando a su llegada a la corte madrileña en 1723, dice así:

"...Hice las diligencias de encontrar casa, y planté mi rancho en el escondite de uno de los casarones de la calle de la Paloma. Alquilé media cama, compré un candelero de barro y una vela de sebo que me duró más de seis meses, porque las más noches me acostaba a escuras, y la vez que la encendía me alumbraba tan brevemente, que más parecía luz de relámpago que iluminación de artificial candela. Añadí a estos ajuares un puchero de Alcorcón y un cántaro que llenaba de agua entre gallos y media noche en la fuente más vecina, y un par de cuencas, que las arrebañaba con tal detención la vez que comía, que jamás fue necesario lavarlas; y éste era todo mi vasar, porque las demás diligencias las hacía a pulso y en el primer rincón donde me agarraba la necesidad."
 Diego de Torres Villarroel

Buena parte de la tipología que la tradición arquitectónica popular ha dejado como testimonio etnográfico puede verse en los museos relacionados con el folclore, las artes decorativas o suntuarias, o de tradiciones y costumbres populares. También se conservan modelos en palacios y castillos restaurados de Portugal, Francia, Italia, España, Grecia y los países mediterráneos del Norte de África.

Vasares tradicionales españoles
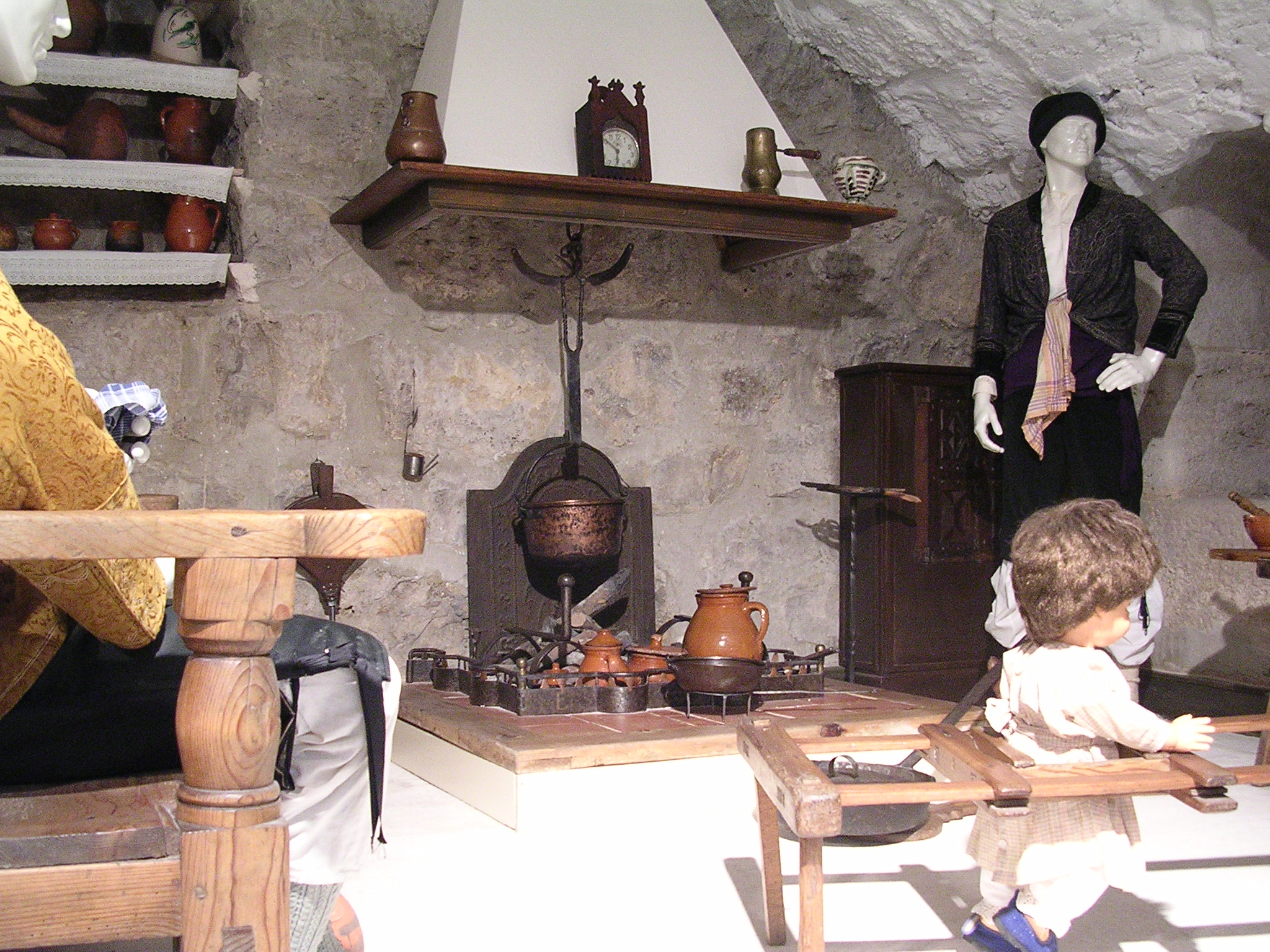
Reproducción de una cocina tradicional en el Museo de Teruel; a la izquierda, un vasar en alto con cacharrería alfarera popular.
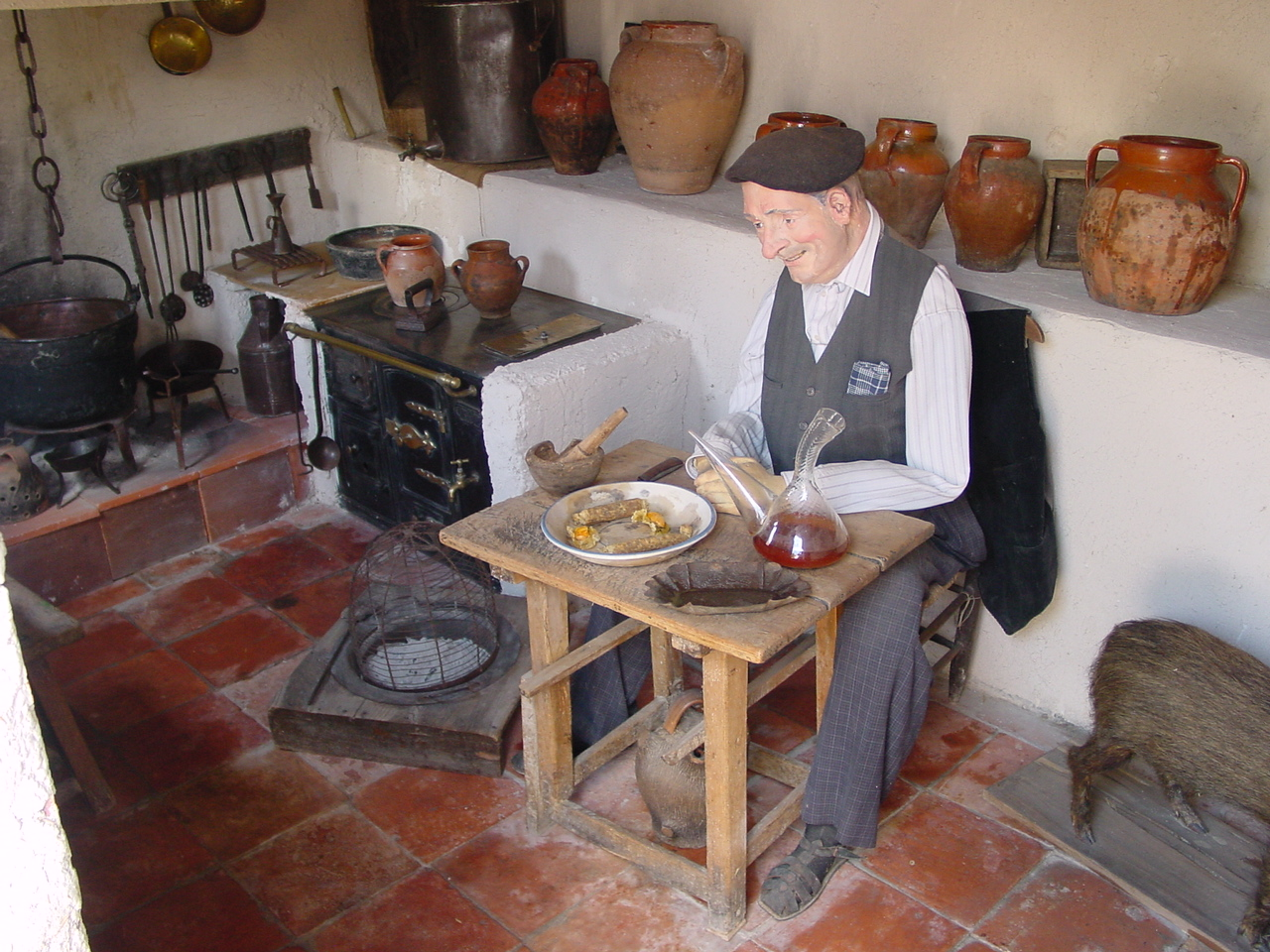
Tras el aldeano, un amplio vasar con orzas, cántaros y ollas de barro en el "Museo del Ayer" de Cogeces del Monte (Valladolid).
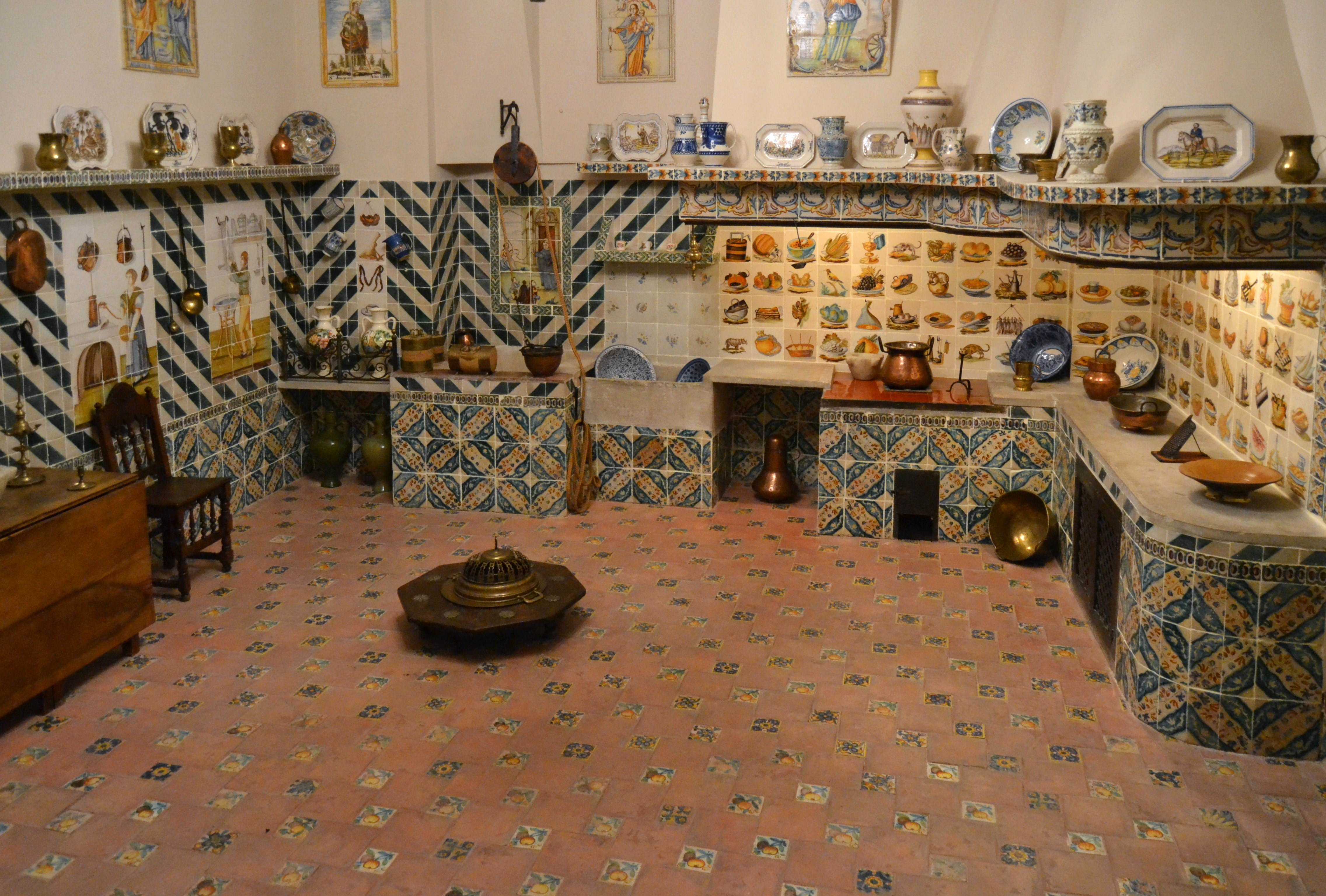
Diferentes tipos de vasar en fábrica de azulejo. Museo de Cerámica de Valencia.
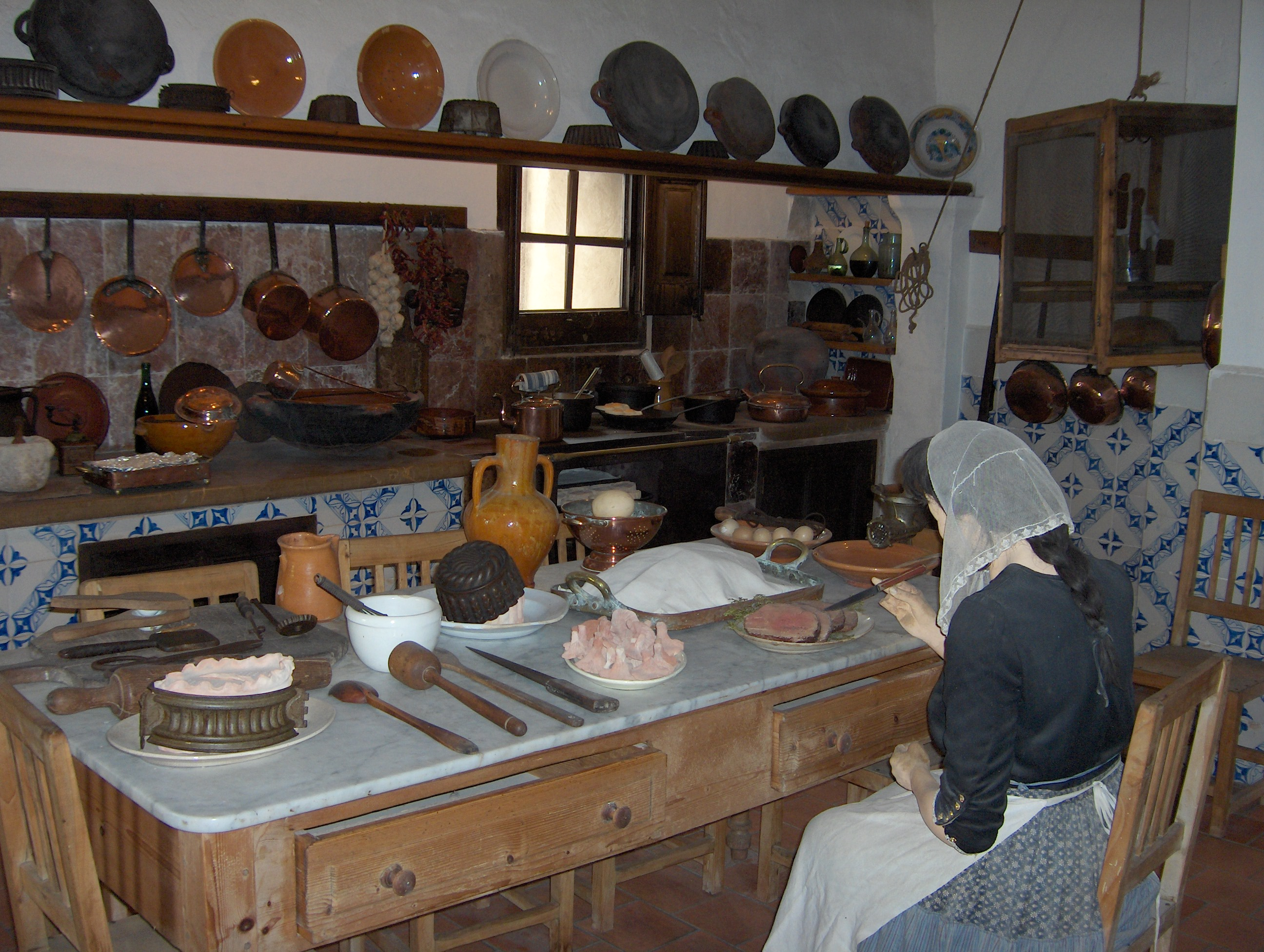
Vasares de la cocina de "Els Calderers de Sant Joan", en la Isla de Mallorca.

### Un vasar de Emilia Pardo Bazán
Emilia Pardo Bazán, una de las maestras de la novela realista española, abre su relato de 1883 La Tribuna con una escena rural en la que el vasar casi aparece como un mudo protagonista más:

"La luz del candil y los reflejos de la lumbre arrancaban destellos a la hojalata limpia, al barro vidriado de las cazuelas del vasar, y la temperatura se suavizaba, se elevaba, hasta el extremo de que el señor Rosendo se quitase la gorra con visera de hule, descubriendo la calva sudorosa, y la niña echase atrás con el dorso de la mano sus indómitas guedejas que la sofocaban. (...) Volvió el padre la cabeza, y con expresivo arqueamiento de cejas indicó un anaquel del vasar. Encaramose la chiquilla trepando sobre la artesa, y bajó un mediano trozo de pan de mixtura, en el cual hincó el diente con buen ánimo."
 Emilia Pardo Bazán  La Tribuna (capítulo I)